# تاریخ ترکمنستان
تاریخ باستانی محدوده جغرافیایی ترکمنستان امروزی از حدود ۲۰۰۰ سال پیش از میلاد با ورود اقوام ایرانی از تبار هندو-اروپایی به منطقه آغاز می‌شود.

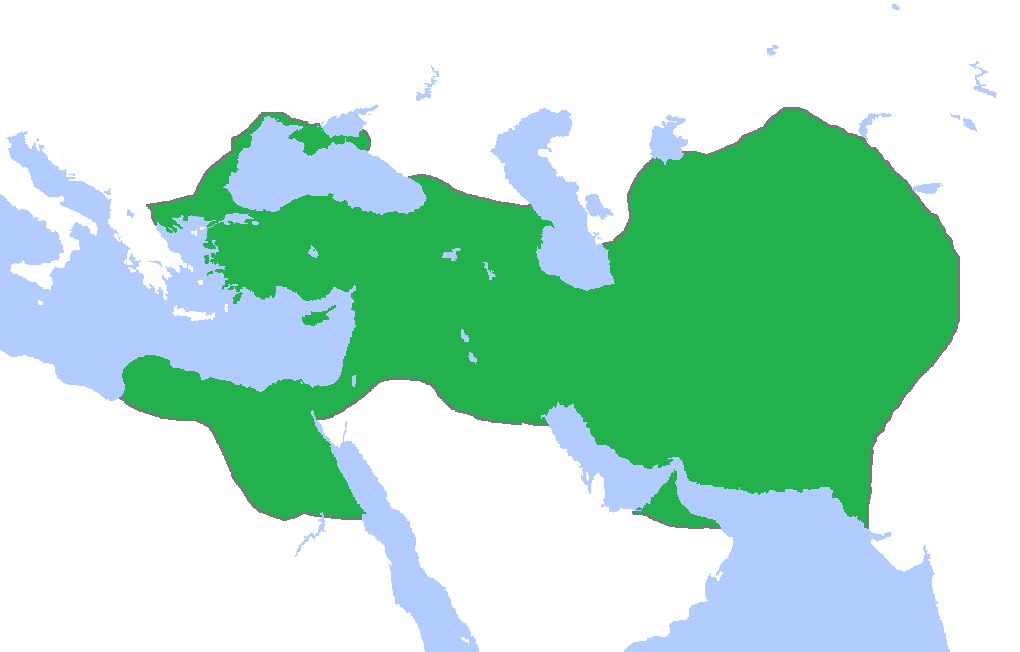
تاریخ مکتوب ترکمنستان با پیروزی و فتوحات هخامنشیان (سبز رنگ) در این سرزمین که جزئی از تاریخ ایران است، آغاز می‌گردد.

ایرانی‌تباران این خطه جغرافیایی به صورت چادرنشینی و نیمه-ایلیاتی زندگی می‌کردند. آب و هوای خشک بیابانی و زمین‌های استپ عامل زندگی کوچ‌نشینی در آسیای مرکزی و اوراسیا بوده‌است؛ نوعی زندگی که پرورش و نگهداری اسب نقش بسزایی در فرهنگ و آدابشان داشته‌است.
برخی از این اقوام شناخته شده ایرانی شامل ماساگت‌ها، سکاها، سغدها (اجداد خوارزمشاهیان) می‌باشند. ترکمنستان همواره محل گذری برای اقوام مهاجم و مهاجر جنوبی همانند تمدن‌های میان رودان، ایلام و تمدن دره سند بوده‌است.
تاریخ مکتوب ترکمنستان با پیروزی و فتوحات هخامنشیان در این سرزمین که جزئی از تاریخ ایران است، آغاز می‌گردد. ساتراپ‌های خوارزم، پارت و مرگوش جزئی از ترکمنستان امروزی محسوب می‌شدند.
بعدها پس از هخامنشیان، سلوکیان (اسکندر مقدونی)، پرنی‌ها، هپتالیان، هون‌ها، گوک‌ترک‌ها، سرمتی‌ها و ساسانیان بر این محدوده جغرافیایی سیطره پیدا کردند. در خلال این دوران، پیروان مذهب زرتشت و بوداییان در ترکمنستان امروزی زندگی می‌کردند و این محدوده جغرافیایی تا حد زیادی تحت نفوذ و استیلای ایران بوده‌است.
در قرن چهارم قبل از میلاد اسکندر مقدونی آسیای مرکزی را فتح نمود و جاده ابریشم را بنیان نهاد و به این منطقه رونق اقتصادی و فرهنگی بخشی و اهمیت این منطقه را دوچندان نمود. و هشتاد سال بعد در شهر نِسا پادشاهی اشکانیان پایه‌گذاری شد. و پس از اشکانیان و با روی کار آمدن ساسانیان نسا اهمیت خود را از دست نداده و از شهره‌های مهم آن دوران بود.
بعدها اصلی‌ترین تاخت و تازهایی که بر تاریخ این سرزمین تأثیر عمیقی گذاشته‌اند حمله اعراب مسلمان و یورش اوغوزها بوده‌است.
قرن هفتم میلادی با گسترش اسلام در آسیای مرکزی این منطقه به وسیلهٔ اعراب فتح و جزو ممالک اسلامی گردید. و در سال‌های با نقل مکان کردن مأمون به شهر مرو این شهر به عنوان پایتخت خراسان بزرگ شناخته شد.
اکثر ساکنین ترکمنستان در خلال استیلای ترکان اوغوز یکتاپرست بودند. ترکان اغوز زبان ترکی ترکمنی را با حکمرانی بر این منطقه رفته‌رفته ترویج دادند. در دوران حکومت ترکان، فرهنگ اسلام که توسط اعراب به ترکمنستان آورده شده بود با آداب و رسوم محلی ایرانی ادغام گردید و بعدها این فرهنگ مخلوط شده، به نوبه خود تحت تأثیر و تغییر زمامداران ترک نظیر دودمان سلجوقیان قرار گرفت. در طول قرون وسطی، یورش چنگیزخان و مغول‌ها ترکمنستان را ویران نمود و بعدها این ویرانی با تهاجم رقابت‌گونه تیمور و ازبک‌ها بر این سرزمین، ادامه پیدا کرد.
در اواسط قرن یازدهم میلادی سلسله سلجوقیان امپراطوری خود را در ترکمنستان کنونی تشکیل و بزودی از شرق تا چین و غرب تا دریای مدیترانه گسترش داد و این شکوفایی و قدرت تا قرن دوازدهم ادامه داشت و با حمله چنگیزخان مغول استقلال امپراطوری سلجوقیان سرنگون گردید.
پس از حمله مغول این سرزمین تا قرن هیجدهم و نوزدهم میلادی مورد کشمکش حکومت‌های ایران، خانات خیوه و خانات بخارا و همین‌طور افغانستان بوده که جنگ‌های زیاد موجب ویرانی و فرار بسیاری از مردم، دانشمندان و ادبا به سایر مناطق و کشورهای همجوار گردیده‌است. جنگ‌های صفویان با ازبکان که بر خوارزم و بخارا حکومت می‌کردند در این منطقه رخ داد و موحب نابودی راه‌های تجاری و در نتیجه عقب‌ماندگی منطقه و اهالی آن شد و همچنین زمینه نفوذ تدریجی روس‌ها را در امتداد سواحل دریای خزر فراهم آورد. روش زندگی اهالی به صورت کوچ‌نشینی و دام‌داری بود و در برخی مناطق باغات انگور، صیفی‌کاری و کشاورزی دیمی و گاه آبی، شکار با بازهای شکاری و ماهیگیری بود و از قرن دوازدهم تجارت آن‌ها با روس‌ها گسترش یافت.
جنگ شاه اسماعیل علیه شیبک خان حاکم خیوه و تصرف مرو به دست صفویان در ۹۱۶ ه‍. ق، هجوم امیر بخارا در سال ۱۰۲۷ ه‍.ق برای تصرف مرو، جنگ سپاه ایران و بخارا در مرغاب در سال ۱۰۴۰، شورش ترکمن‌های ناحیه تجن علیه حاکم خراسان در ۱۱۴۴ ه‍.ق از جنگ‌های مهم این دوران بود. در زمان حکومت شیر غازی خان بر خیوه ترکمن‌های کنار دریای خزر به او خراج پرداخته و ترکمن‌های سواحل اترک و دامنه‌های کوپت‌داغ هم به دولت صفوی خراج می‌دادند. پس از سقوط صفویه ترکمن‌ها تا جلگه گرگان را به تصرف خود درآوردند اما شیر غازی خان با سپاهیان ازبک خود ترکمن‌های کپه‌داغ، اترک و مرو را تحت تسلط خود درآورده و برای غارت ترکمن‌های جنوب اترک نیز با نادرشاه متحد شد. در سال ۱۱۲۷ ه‍.ق هم پطر اول تزار روسیه تأسیسات نظامی در سواحل خزر برپا کرد که به درگیری روس‌ها و حکومت خیوه منجر شد. نادرشاه پس از رسیدن به سلطنت جنگ‌هایی را برای تصرف و خراج‌گیری از این منطقه آغاز کرد و موفق به شکست سپاه خیوه و قتل ایلبارس خان حاکم خیوه و سرنگونی حکومت خوارزم شد اما حکومت نادر چند سال بیشتر به طول نکشید و سران ازبک مجدداً حکومت خوارزم را بر عهده گرفتند. پس از آن جنگ‌های خونینی بین ایلات ترکمن که با قاجار علیه نادر رخ داد اما علیقلی خان خواهرزاده نادر آن‌ها را سرکوب و مرو را فتح کرد.
در دوران قاجار نیز یورش آقامحمدخان به ترکمن‌های سوین خان در شمال گرگان، قیام خواجه یوسف کاشغری که خود را سلطان ترکستان می‌نامید در منطقه استرآباد و گرگان‌رود علیه حکومت فتحعلی‌شاه، حمله آتانیاز حاکم خیوه به کمک طوایف ترکمن به سوی مشهد و سرخس در سال ۱۲۳۹ ه‍. ق، شورش قیات خان رهبر ترکمن‌های یموت جعفربای در ناحیه کمش‌تپه علیه حکومت ایران در سال ۱۲۴۲، و جنگ مرو در سال‌های ۸–۱۲۷۶ میان سپاه محمدشاه قاجار و ایلات ترکمن از مهم‌ترین منازعات نظاامی این دوران است کشور ترکمنستان تطبق عهدنامه آخال از ایران جدا شده
در سال ۱۸۹۴ حکومت تزار روسیه عملاً کنترل این منطقه بدست گرفته و به امپراطوری خود ضمیمه کرد.
در سال ۱۹۱۷ با ناآرامی‌های سیاسی در روسیه، جمهوری سوسیالیستی ترکمنستان در سال ۱۹۲۴ با مرزهای کنونی اعلام و دولت تشکیل گردید.
در اواخر قرن نوزدهم، ترکمنستان امروزی به شکلی اساسی به وسیله استیلا و یورش امپراتوری روسیه دچار تغییر اساسی شد و چند دهه بعد پس از انقلاب ۱۹۱۷ روسیه با شکل‌گیری اتحاد جماهیر شوروی، از یک جامعه قبیله‌ای اسلامی به یک جامعه لنینیسمی مطلقه تبدیل شد.

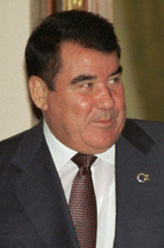
در سال ۱۹۹۱ میلادی ترکمنستان به استقلال رسید. صفر مراد نیازوف یکی از رهبران محلی کمونیست، خود را به عنوان رهبر مطلقه و بلامنازع ترکمنستان اعلام کرد.

در هنگام فروپاشی شوروی تنها کشور آسیایی که علاقه‌ای به جدا شدن از شوروی را نداشت ترکمنستان بود زیرا سیستم اقتصادی ترکمنستان شدیداً وابسته به شوروی بود. ولی بالاخره در ۲۷ اکتبر ۱۹۹۱ از اتحادیه جماهیر شوروی جدا و در ۲۵ دسامبر همان سال در سازمان ملل متحد به رسمیت شناخته شد.
در سال ۱۹۹۱ میلادی ترکمنستان به استقلال رسید. صفر مراد نیازوف یکی از رهبران محلی کمونیست، خود را به عنوان رهبر مطلقه و بلامنازع ترکمنستان اعلام کرد. او ترکمنستان تازه استقلال یافته را به شکلی کامل، تحت اقتدارگرایی مطلق خود درآورد. او تا پایان زمامداری خود (۲۰۰۶ میلادی) که با مرگش به پایان رسید در برابر دموکرات‌های سابق اتحاد جماهیر شوروی که رقیبان وی بودند، مقاومت می‌کرد.
در سال ۱۹۹۱ ترکمنستان به عنوان عضو شورای کشورهای مستقل مشترک‌المنافع درسازمان ملل متحد درمی آید و لی در سال ۲۰۰۵ خود را به عنوان عضو وابسته کاهش داده که دلیل آن بنا به گفته رئیس‌جمهور وقت صفرمراد نیازف سیاست بی‌طرفی دائم کشورش بوده‌است.